# 松田朋春
松田 朋春（まつだ ともはる、1964年 -）は、日本のプランナー、詩人、東京都出身。

## 人物・来歴
1964年東京生まれ。2008年にグッドアイデア株式会社を設立、株式会社ワコールアートセンター/スパイラルシニアプランナーを兼任。企業とクリエイターのコラボレーション事業「ランデヴープロジェクト」や、視覚障害者が開発に携わった「ダイアログ・イン・ザ・ダークタオル」、千葉県柏の葉地区の地域活動「はっぱっぱ体操」「ピノキオプロジェクト」などプランナーとして幅広いプロデュースをおこなう。最近の仕事に、日本の優れた工場と協働して商品開発する「典型プロジェクト」や、詩を本の外にひらくポエトリーコレクティブ「oblaat(オブラート)」、松山市でのアートフェスティバル「道後オンセナート2014」および「みんなの道後温泉活性化プロジェクト」総合ディレクション、二子玉川「TOKYO ART FLOW 00」プロデュース、大分県広報「大分で会いましょう。」プロデュース、ウェブマガジン「spinner」プロデュースなど。グッドデザイン賞審査委員（2013,14,15年)。立教大学観光学部非常勤講師（2014年度まで）、多摩美術大学美術学部非常勤講師。東京理科大学非常勤講師。詩人としても活動。著書に『空気の日記』（書肆侃侃房）『わたしの犬退治』（新風舎）『エアリアル』（ポエムピース）などがある。詩人の谷川俊太郎、覚和歌子、三角みづ紀、TOLTA等と交流がある。パン店「パンいち」開業（2024年）。

## 受賞
- グッドデザイン賞　「ランデブー プロジェクト」「ダイアログ・イン・ザ・ダーク・タオル」「道後オンセナート2014」など（全て企画・プロデュースとして参加）
- キッズデザイン賞、グッドデザイン賞　「ピノキオプロジェクト」「はっぱっぱ体操」（全て企画・プロデュースとして参加）。
- 日本空間デザイン賞　「おそいおそいおそい詩」（海老名版）でKUKAN of the year 2022 を受賞。アーティスト髙橋匡太作品の共作者として。

## 主要実績

### 地域プロジェクト
- 愛媛県　架橋記念イベント住民参加アクションプログラム策定
- 今治市　架橋記念イベント参加プログラム基本計画および街区ライティング実施計画策定
- 今治市　今治城ライティング実施ディレクション
- 鹿児島県　産業おこし郷中塾実践講座ディレクター
- 大分県　広報「大分で会いましょう。」プロデューサー
- 大分県　「関係人口サミットin大分」プロデュース
- 愛媛県　広域イベント「えひめさんさん物語」アートプロデューサー

### プロダクト開発
- パナソニックデザイン社 「Bio Concept プロジェクト」企画・ディレクション
- シヤチハタ「stamkey」企画・ディレクション
- ひびのこづえ＋丸栄タオルシリーズプロデュース
- 「ダイアログインザダーク・タオル」プロデュース
- 「典型プロジェクト」プロデュース
- 「ヌーベル和三盆」プロデュース
- 「旅する丸干し」ディレクション

### イベント／プロモーション
- スパイラル・インディペンデント・クリエーターズ・フェスティバル（SICF）企画
- スパイラル企画展「スパイラル大作戦_スーパーサインプロジェクト」企画
- 三井不動産グループ「未来観測 柏の葉キャンパスシティ 五感の学校」企画
- 愛媛県繊維染色工業組合「IMABARI Color Show」ディレクター
- JH・東京湾アクアライン料金改訂告知及び房総観光キャンペーン企画／VI及び広告制作
- 愛・地球博公式アートプログラム企画
- 愛・地球博エキスポビジョン映像コンテンツ「ステーションナビ」企画
- スパイラル自主事業「ランデヴー プロジェクト」企画・ディレクション
- 「新豊洲アート広場」プロデュース
- 「道後オンセナート2014」プロデュース
- 「TOKYO ART FLOW 00」 アートプロデューサー
- 「みんなの道後温泉活性化プロジェクト」総合ディレクター

### 施設・空間開発
- 東京都・東京国際フォーラム実施設計調査･文化情報センター運営計画策定
- 東京電力「TEPCO新エネルギーパーク」VI計画／プロモーション計画
- 建設省・「道の駅安達」基本構想・実施計画策定および構想・推進・整備効果検討委員会運営

### 出版
- ダイヤモンド社単行本「ヘソマガリ」編集／プロモーション計画
- 「グリム童話アーティストブックシリーズ」企画・ディレクション

### 調査
- 野村證券「エンジェル係数調査」企画・設計、実施

### 委員
- 横浜市 クリエイティブシティ国際会議企画委員（2009年）
- インターカラー（国際流行色委員会） コンセプト会議 メンバー（2008年〜）
- グッドデザイン賞審査委員（2013-15年度）
- オートカラーアウォード審査員（2013年〜）

### 著書ほか
- 『ワークショップー偶然をデザインする技術』（共著・宣伝会議）
- 『わたしの犬退治』（新風舎）
- 『エアリアル』（ポエムピース）
- 『芸術教養シリーズ17　私たちのデザイン1  デザインへのまなざし　－ 豊かに生きるための思考術』（共著：京都造形芸術大学 東北芸術工科大学 出版局 藝術学舎）
- 『芸術教養シリーズ18　私たちのデザイン2  時間のデザイン　― 経験に埋め込まれた構造を読み解く』（共著：京都造形芸術大学 東北芸術工科大学 出版局 藝術学舎）
- 『空気の日記』（共著・書肆侃侃房）
- 作詞「電磁脳信教」（アーティスト・ルーヤンのプロジェクトに参加）